# Liste der Kulturdenkmäler in Berod bei Wallmerod
In der Liste der Kulturdenkmäler in Berod bei Wallmerod sind alle Kulturdenkmäler der rheinland-pfälzischen Ortsgemeinde Berod bei Wallmerod aufgeführt. Grundlage ist die Denkmalliste des Landes Rheinland-Pfalz (Stand: 21. Dezember 2021).

## Einzeldenkmäler
| Bezeichnung                     | Lage                | Baujahr | Beschreibung | Bild                           |
| ------------------------------- | ------------------- | ------- | --- | ------------------------------ |
| Katholische Kirche St. Aegidius | Kirchstraße 12 Lage |         | romanischer Westturm, barockes Schiff, 1728–30, Architekt wohl Hofbaumeister Paul Kurz, Trier, neuromanisch erweitert 1898–1900 | weitere Bilder Fotos hochladen |
| Wohnhaus                        | Kirchstraße 20 Lage | 1688    | Fachwerkhaus, bezeichnet 1688, um 1900 um Stallteil erweitert                                                                   | Fotos hochladen                |
| Wohnhaus                        | Oberdorf 2 Lage     | um 1700 | Fachwerkhaus mit Niederlass, um 1700                                                                                            | Fotos hochladen                |